# Cheyletiella
Cheyletiella es un género de ácaros que vive en la superficie de la piel de perros, gatos y conejos.
Los ácaros adultos miden alrededor de 0.385 milímetros de largo, tienen ocho patas con peines en lugar de garras y tienen palpos que terminan en ganchos prominentes. No penetran en la piel, sino que viven en el nivel de queratina. Su ciclo de vida completo de veintiún días está en un solo huésped. No pueden sobrevivir fuera del anfitrión durante más de diez días.

## Cheyletiellosis
La cheyletielosis (también conocida como dermatitis por Cheyletiella) es una dermatitis leve causada por ácaros del género Cheyletiella. También se conoce como caspa ambulante debido a las escamas de la piel que transportan los ácaros. La cheyletielosis se observa con mayor frecuencia en áreas donde las pulgas son menos prevalentes, debido al menor uso de productos antipulgas que también son eficaces para el tratamiento de este ácaro. La cheyletiellosis es muy contagiosa. La transmisión es por contacto directo con un animal afectado.
Los síntomas en los animales varían desde ausencia de signos hasta picazón intensa, escamas en la piel y pérdida de cabello. Las lesiones suelen estar en el dorso del animal. Los síntomas en los seres humanos incluyen múltiples protuberancias rojas que pican en los brazos, el tronco y las nalgas. Dado que los seres humanos no son hospedadores del ácaro, los síntomas suelen desaparecer en unas tres semanas. Aunque la comunidad médica no considera que una infestación de ácaros humanos sea un diagnóstico legítimo, trata los síntomas si es necesario.

### Diagnóstico
El diagnóstico consiste en encontrar los ácaros o huevos microscópicos en la piel raspando, peinando o en un conducto o cinta adhesiva aplicada a la piel.

### Tratamiento
El tratamiento más común en animales es el uso semanal de algún tipo de pesticida tópico apropiado para el animal afectado, a menudo un producto antipulgas. El fipronil funciona bien, especialmente en gatos. Los gatos también pueden ser tratados con un baño de insecticida de azufre de cal o un champú con insecticida sin piretrina durante dos semanas después de la conclusión de los síntomas.
En los casos que no responden, se usa ivermectina. La selamectina también se recomienda para el tratamiento. Ninguno de estos productos está aprobado para el tratamiento de la Cheyletielosis. También se deben tratar otras mascotas en el mismo hogar, y la casa o la perrera deben tratarse con un aerosol ambiental contra pulgas.

## Especies
- Cheyletiella blakei Smiley, 1970 — infesta gatos (Felis catus), Estados Unidos (Washington D. C.)
- Cheyletiella parasitivorax  — Infesta conejos (Oryctolagus cuniculus), Francia[5]
- Cheyletiella romerolagi (Fain, 1972) — infesta Romerolagus diazi, Estados Unidos (Nueva York)
- Cheyletiella strandtmanni  Smiley, 1970 — infesta liebres (Lepus spp.), Taiwán
- Cheyletiella yasguri Smiley, 1965 — infesta perros

C. yasguri y C. blakei pueden afectar transitoriamente a los humanos.